# Пономарьов Олексій Пилипович
Олексій Пилипович Пономарьов (21 серпня 1930, село Кобельовка, тепер село Красний Октябрь Бєлгородського району Бєлгородської області, Російська Федерація — 20 січня 2002, місто Бєлгород, Російська Федерація) — радянський державний діяч, 1-й секретар Бєлгородського обласного комітету КПРС, голова Бєлгородського облвиконкому. Член ЦК КПРС у 1986—1991 роках. Депутат Верховної Ради СРСР 11-го скликання. Народний депутат СРСР у 1989—1991 роках. Депутат Ради Федерації Законодавчих зборів Російської Федерації 1-го скликання (1993—1996), член Комітету з питань аграрної політики. Кандидат сільськогосподарських наук (1970), доктор сільськогосподарських наук. Професор (1995). Академік Екологічної академії Росії і Міжнародної академії інформатизації. Герой Соціалістичної Праці (5.11.1990).

## Життєпис
Народився в родині бухгалтера і колгоспниці. У 1949 році закінчив Мікояновську (Октябрську) середню загальноосвітню школу Бєлгородського району.
У 1949—1954 роках — студент Харківського інституту механізації та електрифікації сільського господарства, інженер-механік сільського господарства. 
У 1954—1958 роках — головний інженер, директор Черкаської машинно-тракторної станції Бєлгородської області, директор Томаровської машинно-тракторної станції Бєлгородської області.
Член КПРС з 1957 року.
У 1958—1961 роках — директор Томаровської ремонтно-тракторної станції Бєлгородської області.
У лютому — вересні 1961 року — голова виконавчого комітету Томаровської районної ради депутатів трудящих Бєлгородської області.
У вересні 1961 — грудні 1962 року — 1-й секретар Томаровського районного комітету КПРС Бєлгородської області.
У грудні 1962 — січні 1965 року — начальник Борисовського районного виробничого колгоспно-радгоспного управління Бєлгородської області.
У січні 1965 — лютому 1972 року — начальник Бєлгородського обласного управління сільського господарства.
У лютому 1972 — 1977 року — заступник голови виконавчого комітету Бєлгородської обласної ради депутатів трудящих. У 1977 — серпні 1978 року — 1-й заступник голови виконавчого комітету Бєлгородської обласної ради депутатів трудящих.
У серпні 1978 — лютому 1983 року — голова виконавчого комітету Бєлгородської обласної ради народних депутатів.
9 лютого 1983 — 23 серпня 1991 року — 1-й секретар Бєлгородського обласного комітету КПРС.
Одночасно у березні 1990 — 1991 року — голова Бєлгородської обласної ради народних депутатів.
Указом Президента СРСР від 5 листопада 1990 року за великий особистий внесок у забезпечення стабільних темпів зростання виробництва сільськогосподарської продукції голові Бєлгородської обласної ради народних депутатів, першому секретареві обкому КПРС Пономарьову Олексію Пилиповичу присвоєно звання Героя Соціалістичної Праці з врученням ордена Леніна і золотої медалі «Серп і Молот».
У 1991—1994 роках — проректор Бєлгородського сільськогосподарського інституту. У 1994—2002 роках — ректор Бєлгородської державної сільськогосподарської академії
Помер 20 (за деякими даними, 18) січня 2002 року після автомобільної катастрофи. Похований в Бєлгороді.

## Нагороди і звання
- Герой Соціалістичної Праці (5.11.1990)
- орден Леніна (5.11.1990)
- орден Жовтневої Революції (27.08.1971)
- три ордени Трудового Червоного Прапора (22.03.1966, 14.02.1975, 20.08.1980)
- медаль «За трудову відзнаку» (11.03.1958)
- медалі
- Почесний громадянин Бєлгородського району (1998)
- Почесний громадянин Бєлгородської області (2000)
- Заслужений діяч науки Російської Федерації
- Відмінник народної освіти СРСР